# Charles Nicholson

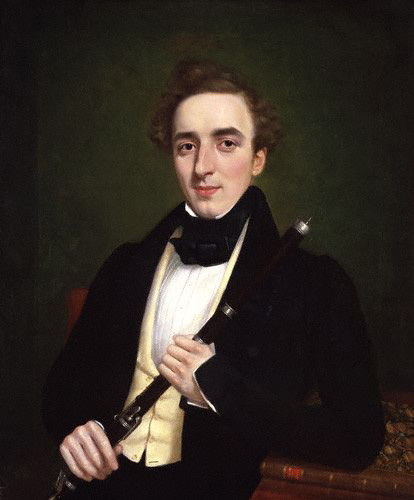
Charles Nicholson (1834)

Charles Nicholson (Liverpool, 1795 – Londen, 26 maart 1837) was een Brits fluitist en componist. Hij werd geboren in Liverpool en trad veelvuldig op in Londen. Hij was solist tijdens vele concerten van de Royal Philharmonic Society in de jaren 1816-1836 en hij was eerste fluitist bij de orkesten van de belangrijkste theaters. Hij maakte tournees in Groot-Brittannië, maar nooit op het Europese vasteland. Hij gaf les aan fluitstudenten en schreef fluitmethodes die gedurende de 19e eeuw uitgegeven werden.
Nicholson speelde op een fluit gemaakt door George Astor & Co., een Londense firma die actief was van ca. 1778 tot ca. 1831. Zijn vader, ook een gevierd fluitist, maakte aanpassingen aan het instrument. Hij gaf het kopstuk een metalen laag en hij vergrootte zowel het embouchuregat als de toongaten om de toon van de fluit krachtiger te maken, terwijl de delicate fluittoon behouden bleef, de grepen in het derde octaaf ongewijzigd bleven en het maken van bindingen en vibrato makkelijker werd.
Toen zijn bravourestijl op de aangepaste fluit in Londen was geaccepteerd gaf hij licenties aan diverse Londense fluitbouwers zoals Clementi & Co., Astor, Rudall and Rose, en Potter om de Nicholson's Improved te bouwen. Zijn nieuwe fluit maakte toonsoorten als Es, As en F majeur en c mineur beter speelbaar. Nicholsons variaties op Roslin Castle in f mineur die hij schreef in 1836, zijn typisch voor de 'Nationale melodieën' in de adagio-stijl waarin hij excelleerde.
Hoewel zelfs de bekende Amerikaanse fluitbouwer en publicist Ardal Powell Nicholson beschouwt als de "eerste fluitist die sterstatus verwierf in Groot-Brittannië", is Nicholson tegenwoordig niet zozeer bekend vanwege zijn fluitspel alswel omdat hij veel indruk maakte op Theobald Böhm tijdens diens bezoek aan Engeland in 1831. Böhm schreef in een brief aan dhr. Broadwood in augustus 1871 "Ik speelde in Londen zo goed als elke fluitist afkomstig van het Europese vasteland had kunnen doen, maar ik was geen partij voor de kracht van de toon van Nicholson, waardoor ik me ertoe zal zetten om mijn fluit opnieuw te ontwerpen. Als ik hem niet gehoord zou hebben zou de Böhm-fluit nooit gemaakt zijn." Hij zei ook: "Ik werd geraakt door het volume van de toon van Nicholson, die toen in de bloei van zijn talent was. Zijn kracht was het resultaat van de buitengewone afmetingen van de toongaten van zijn fluit, maar het maakte dat hij zijn bijzondere vaardigheden en excellente embouchure nodig had om het gebrek aan nauwkeurigheid te maskeren van intonatie en de gelijkheid van toon als gevolg van de onjuiste positie van de gaten, niet strokend met de elementaire beginselen van de akoestiek". Volgens de overlevering had Nicholson ongebruikelijk grote handen. De toongaten op zijn eigen fluit waren groter dan de instrumenten die zijn naam droegen.
Geïnspireerd ontwierp Böhm na zijn terugkeer in München zijn nieuwe fluit, waaruit de moderne dwarsfluit is ontstaan.